# Premios de Televisión de Venecia
El Premio de Televisión de Venecia es un premio televisivo que se entrega cada año en septiembre. Dos semanas después de la celebración del Festival Internacional de Cine de Venecia, un equipo de jurados expertos internacionales en televisión se reúnen en Venecia para elegir a los ganadores en un total de 16 categorías. El premio otorga reconocimiento nacional e internacional al contenido televisivo de gran calidad de cada año a nivel mundial.
El prerrequisito para que una producción sea nominada a recibir este premio es que sea la primera vez que se emite en televisión, a excepción de la categoría "Nuevo Talento".
El evento cuenta con el apoyo del International Music + Media Center [IMZ], el European Group of Television Advertising [egta] y la Association of Commercial TV [ACT].

## Categorías del premio
| Categoría                              |
| -------------------------------------- |
| Mejor Serie de TV                      |
| Mejor Película de TV                   |
| Comedia                                |
| Mejor Documental                       |
| Infantil/Juvenil                       |
| Reality de TV                          |
| Artes Escénicas                        |
| Programa Promocional                   |
| Noticias                               |
| Mejor Tecnología e Innovación          |
| Programación de Plataforma Transversal |
| Programa de Entretenimiento            |
| Deporte                                |
| Mejor Telenovela                       |
| Entretenimiento de Marca               |
| Mejor Nuevo Talento                    |

## Asociaciones promotoras

### ACT Asociación de Televisión Comercial
La Asociación de la Televisión Comercial en Europa representa los intereses de los radioemisores comerciales principales en 37 países europeos y está dirigido a la promoción de contenido de televisión original, y la preservación de copyright.

### EGTA Grupo Europeo de Publicidad Televisiva
La Asociación Europea de Soluciones Publicitarias vía Pantallas y/o Plataformas de Audio es una asociación sin ánimo de lucro con sede en Bruselas. El objetivo de la asociación es promover la publicidad televisiva a un nivel político y social.

### IMZ Centro de Medios de Comunicación + de Música Internacional
El IMZ o Centro de Medios de Comunicación + de Música Internacional es una organización sin ánimo de lucro fundado en 1961 bajo los auspicios de la UNESCO para preservar las artes escénicas como ventaja cultural a través de la promoción de los medios de comunicación audiovisuales. Está cofinanciado por el programa EuropaCreativa de la Unión Europea.

## Ganadores de Oro 2021 Premio de Televisión de Venecia
| Categoría                              | Título                                             | Radioemisor                              | Producción | País           |
| -------------------------------------- | -------------------------------------------------- | ---------------------------------------- | --- | -------------- |
| Mejor Serie de TV                      | Es un Pecado                                       | Canal 4                                  | HBO Max presenta una producción de Red Production Company en asociación con All3Media International para Canal 4 Televisión | Reino Unido    |
| Mejor Película de TV                   | Anthony                                            | BBC1                                     | LA Producciones | Reino Unido    |
| Comedia                                | Dos Semanas para Vivir                             | Sky One and Now TV                       | Avalon Televisión | Reino Unido    |
| Mejor Documental                       | The School That Tried to End Racism                | Canal 4                                  | Contenido apropiado | Reino Unido    |
| Infantil/Juvenil                       | Goldie's Oldies                                    | Nickelodeon                              | ViacomCBS International Studios (VIS) UK                                                                                    | Estados Unidos |
| Reality de TV                          | Love on the Spectrum                               | ABC TV (canal de televisión australiana) | Northern Pictures | Australia      |
| Artes Escénicas                        | Cosiì fan tutte (Salzburg Festival)                | ORF (Radioemisor)                        | ORF, ZDF/Arte y UNITEL | Austria        |
| Programa Promocional                   | Ting Tong Show Title Sequence                      | Nick India                               | Viacom18 | India          |
| Mejor Tecnología e Innovación          | Star Wars – About Cinema                           | Al Jazeera Arabic Channel                | Al Jazeera Media Network | Catar          |
| Noticias                               | The Diagnosis: COVID-19                            | Televisão Independente                   | TVI | Portugal       |
| Programación de Plataforma Transversal | OFF Makers                                         | Canal OFF                                | Canal OFF | Brasil         |
| Programa de Entretenimiento            | Rob & Romesh Vs.                                   | Sky One                                  | CPL Producciones | Reino Unido    |
| Deporte                                | Highest Air                                        | Canal olímpico                           | IMG, Canal Olímpico | España         |
| Mejor Telenovela                       | A Mother´s Love                                    | GLOBO                                    | Fabiana Moreno | Brasil         |
| Entretenimiento de Marca               | The Reality Show I Live In (O Reality Que Eu Vivo) | Multishow                                | Multishow / Delírio Produções                                                                                               | Brasil         |
| Mejor Nuevo Talento                    | Memories of a Sounded Past                         | No aireado todavía                       | UNO | Estados Unidos |

## Ganadores de Oro 2020 Premio de Televisión de Venecia
| Categoría                              | Título                                                                                      | Radioemisor                | Producción                                                                               | País           |
| -------------------------------------- | ------------------------------------------------------------------------------------------- | -------------------------- | ---------------------------------------------------------------------------------------- | -------------- |
| Mejor Serie de TV                      | El Papa Nuevo                                                                               | Sky Italia/Sky Atlantic    | Sky, HBO, Canal+, The Apartment – Wildside with Haut et Court TV and The Mediapro Studio | Italia         |
| Mejor Película de TV                   | Broken Man                                                                                  | France Televisions         | STORIA TV                                                                                | Francia        |
| Comedia                                | Breeders                                                                                    | Sky One                    | Avalon Television                                                                        | Reino Unido    |
| Mejor Documental                       | Undercover: Inside China’s Digital Gulag                                                    | ITV (Canal de televisión)  | Hardcash Productions                                                                     | Reino Unido    |
| Infantil/Juvenil                       | The Snail and the Whale                                                                     | BBC One                    | Magic Light Pictures                                                                     | Reino Unido    |
| Reality de TV                          | Survival Days                                                                               | Canal OFF                  | Canal OFF / Deep Blue Films                                                              | Brasil         |
| Artes escénicas                        | Concerto Budapest & Kremerata Baltica Concert film for Mezzo TV                             | Mezzo Televisión           | Concerto Budapest, clockWISE Productions                                                 | Francia        |
| Programa Promocional                   | Nickelodeon Valentine’s Ident                                                               | Nick India                 | Viacom18 Media Pvt. Ltd.                                                                 | India          |
| Mejor Tecnología e Innovación          | Giuseppe Verdi: Rigoletto                                                                   | ORF                        | Unitel, Alemania                                                                         | Austria        |
| Noticias                               | Hong Kong Connection: Covid 19 mini series (Cities in Lockdown and The story of face masks) | Radio Television Hong Kong | Radio Television Hong Kong                                                               | Hong Kong      |
| Programación de Plataforma Transversal | 101 East – The $5 Forests                                                                   | Al Jazeera English         | Al Jazeera English                                                                       | Catar          |
| Programa de Entretenimiento            | MasterChef Australia                                                                        | Network Ten Australia      | Endemol Shine Australia                                                                  | Australia      |
| Deporte                                | One Night: Joshua Vs. Ruiz                                                                  | DAZN                       | DAZN, Balboa Productions                                                                 | Estados Unidos |
| Mejor Telenovela                       | The Ottoman                                                                                 | ATV                        | Bozdağ Film                                                                              | Turquía        |
| Entretenimiento de Marca               | Summer Chillin‘                                                                             | Canal OFF                  | Canal OFF / Faissol Filmes                                                               | Brasil         |
| Mejor Nuevo Talento                    | Fort Irwin                                                                                  | Fantastic Fest             | American Film Institute                                                                  | Estados Unidos |

## Ganadores de Oro 2019 Premio de Televisión de Venecia
| Categoría                              | Título                                | Radioemisor         | Producción                                     | País         |
| -------------------------------------- | ------------------------------------- | ------------------- | ---------------------------------------------- | ------------ |
| Mejor Serie de TV                      | Chernobyl                             | Sky Atlantic, HBO   | Sister Pictures, The Mighty Mint, Word Games   | Reino Unido  |
| Mejor Película de TV                   | Ce Soir La                            | France TV           | Caminando productions and EndemolShine Fiction | Francia      |
| Comedia                                | Don’t Forget The Driver               | BBC Two             | Hootenanny a Sister Pictures company           | Reino Unido  |
| Mejor Documental                       | Hostage(s)                            | Canal+              | 10.7                                           | Francia      |
| Infantil/Juvenil                       | My Life I Will Survive                | CBBC                | Blakeway North                                 | Reino Unido  |
| Reality de TV                          | Filthy Rich & Homeless, Series 2      | SBS Television      | Blackfella Films                               | Australia    |
| Artes escénicas                        | The Art of Drumming                   | Sky Arts            | Wall to Wall Media                             | Reino Unido  |
| Programa Promocional                   | Nickelodeon Mom & Brat Ident          | Nickelodeon India   | Viacom18 Media                                 | India        |
| Mejor Tecnología e Innovación          | Eurovision Concurso de canción 2019   | KAN                 | KAN                                            | Israel       |
| Noticias                               | Brides & Brothels: The Rohingya Trade | Al Jazeera English  | 101 East                                       | Malasia      |
| Programación de Plataforma Transversal | BBD Urgent                            | Gloob               | Gloob / Conspiração Filmes                     | Brasil       |
| Programa de Entretenimiento            | Special Delivery                      | Mediacorp Channel 5 | The Moving Visuals Co.                         | Singapur     |
| Deporte                                | Far From Home                         | Olympic Channel     | Boardwalk Pictures                             | Global       |
| Entretenimiento de Marca               | Washed By The Sea                     | Canal OFF           | Canal OFF / Roostercorp                        | Brasil       |
| Mejor Nuevo Talento                    | The Walking Fish                      | HALAL               | HALAL                                          | Países Bajos |

## Ganadores de Oro 2018 Premio de Televisión de Venecia
| Categoría                              | Título                                                               | Radioemisor                           | Producción                        | País            |
| -------------------------------------- | -------------------------------------------------------------------- | ------------------------------------- | --------------------------------- | --------------- |
| Mejor Serie de TV                      | 4 Blocks                                                             | TNT Serie                             | Wiedemann & Berg                  | Alemania        |
| Mejor Película de TV                   | Summer of ’44 – The Lost Generation                                  | ARD                                   | Zieglerfilm Baden Baden           | Alemania        |
| Comedia                                | De Luizenmoeder                                                      | AVROTROS / NPO 3                      | Bing Film & TV BV                 | Países Bajos    |
| Mejor Documental                       | Mosul                                                                | Frontline (PBS), Canal 4              | Mongoose Pictures                 | Reino Unido     |
| Infantil/Juvenil                       | ZombieLars                                                           | NRK Super                             | Tordenfilm                        | Noruega         |
| Reality de TV                          | Employable Me                                                        | Australian Broadcasting Corporation   | Northern Pictures                 | Australia       |
| Artes escénicas                        | CARMEN                                                               | France Televisions – France 2 & Mezzo | Wahoo Production                  | Francia         |
| Programa Promocional                   | PRIMA KRIMI BRAND IDENTITY                                           | PRIMA TV / PRIMA KRIMI                | Department for TV PRIMA           | República Checa |
| Mejor Tecnología e Innovación          | Nova TV’s AR tactical analysis of FIFA World Cup 2018 football games | Nova TV                               | Nova TV                           | Croacia         |
| Programación de Plataforma Transversal | Bigg Boss 11 – Nosy Neighbours                                       | Colors                                | Viacom18 Media (Colors)           | India           |
| Programa de Entretenimiento            | Cruising with Jane McDonald                                          | Canal 5 (Reino Unido)                 | Elephant House Studios            | Reino Unido     |
| Deporte                                | Regnbågshjältar / Rainbow Heroes                                     | SVT / Swedish Television              | Filmriding and Swedish Television | Suecia          |
| Entretenimiento de Marca               | Route Awakening Season3                                              | National Geographic Asia              | Sitting In Pictures               | China           |
| Mejor Nuevo Talento                    | Wave                                                                 | -                                     | Assembly                          | Irlanda         |